# Orlando furioso (Ristori)
Orlando furioso es un dramma per musica en tres actos con música de Giovanni Alberto Ristori y libreto en italiano de Grazio Braccioli (1682-1752). Se estrenó el 9 de noviembre de 1713 en el Teatro Sant'Angelo de Venecia, que pertenecía a los empresarios Giovanni Battista y Antonio Vivaldi.
Orlando furioso tuvo una segunda versión en el año 1714, con el añadido de música compuesta por el mismo Antonio Vivaldi, sin número de catálogo. Según Reinhard Strohm, la versión de 1714 puede considerarse una ópera de Vivaldi en toda regla ("a fully-fledged opera by Vivaldi"), pero nunca recibió su propio número de catálogo ya que, hasta sus estudios en 1973, todos los estudiosos habían asumido que la música interpretada en 1714 fue íntegramente de Ristori. El número de catálogo RV 819 fue finalmente asignado por Federico Maria Sardelli en su calidad de director de Vivaldi Werkverzeichnis, que sucedió a Peter Ryom en 2007. El mismo Sardelli, en 2012 en el Festival de Beaune, luego dirigió en la primera edición moderna y grabó Orlando furioso de 1714, en una versión parcialmente completada por él mismo según el estilo vivaldiano.
En el año 1727 fue retomado el libreto, anónimo, y con modificaciones, bajo el título simplificado de Orlando, con música totalmente nueva de Antonio Vivaldi (RV 728).

## Personajes
| Orlando, enamorado de Angelica                                                          | bajo                  | Anton Francesco Carli                     |
| Angelica, amante luego esposa de Medoro                                                 | soprano               | Maria Giusti, llamada la Romanina         |
| Bradamante, prometida de Ruggiero, luego vestida de hombre bajo el nombre de Ardalico   | soprano               | Elisabetta Denzio                         |
| Alcina, maga enamorada de Ruggiero                                                      | soprano               | Margherita Faccioli, llamada la Vicentina |
| Ruggiero, prometido de Bradamante, pero, por encantamiento de Alcina, enamorado de ella | contraltista castrato | Giambattista Minelli                      |
| Medoro, enamorado luego esposo de Angelica                                              | contralto travestido  | Agata Landi                               |
| Astolfo, enamorado de Alcina                                                            | sopranista castrato   | Pietro Ramponi                            |
| Personajes mudos: Aronte; pajes, guardias, cazadores y soldados                         |                       |                                           |